# Irradiation solaire

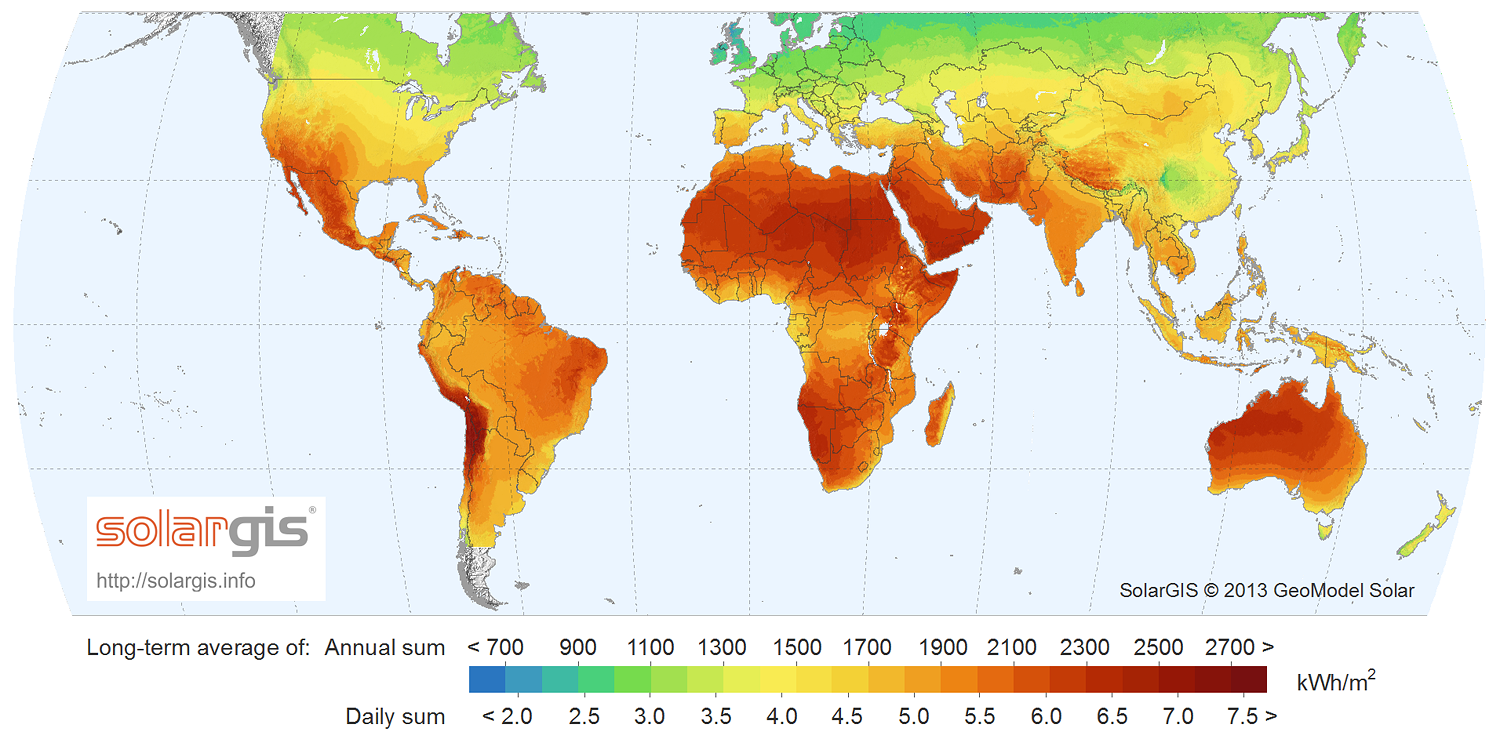
Carte mondiale de l'irradiation solaire globale (annuelle et journalière moyenne).

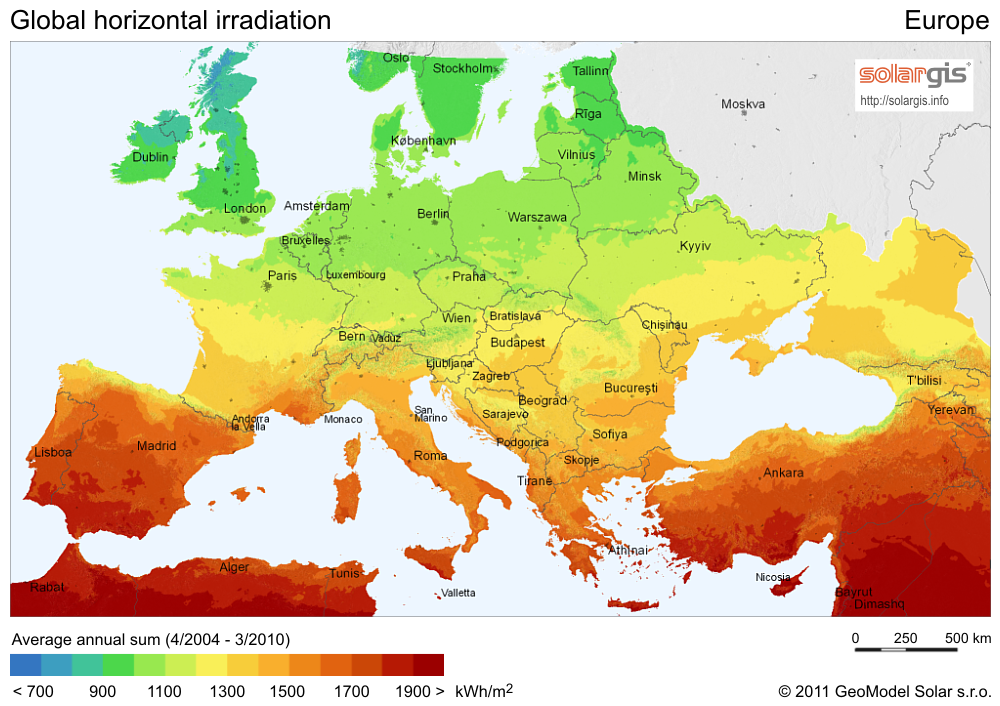
Carte de l'irradiation solaire en Europe.

L'irradiation solaire est une grandeur radiométrique qui mesure la quantité d'énergie solaire reçue par unité de surface. Elle peut être exprimée en kilowattheures par mètre carré (kWh/m²) ou en joules par mètre carré (J/m²) dans le Système international d'unités. L'irradiation solaire peut être mesurée grâce à un radiomètre ou un albédomètre.
Elle est distincte de l'éclairement énergétique solaire, aussi appelé « irradiance solaire » par anglicisme, qui est un flux exprimé en W/m² et dont l'irradiation solaire est l'intégrale sur une période de temps.
L'irradiation solaire peut être mesurée dans l'espace ou sur la surface de la Terre après avoir pris en compte l’absorption et la diffusion atmosphériques. La valeur mesurée dépend de l'inclinaison du capteur de l'appareil de mesure ainsi que de son spectre d'analyse.
Puisque cette grandeur caractérise le gisement solaire, elle peut être utilisée dans les calculs de rendement des installations thermiques et photovoltaïques ou pour modéliser le climat.

## Radiation reçue par la Terre
Le calcul de la constante solaire et les mesures par satellite montrent que la Terre, qui est située à environ 150 millions de kilomètres du Soleil (soit une unité astronomique), reçoit de sa part un rayonnement d'une puissance moyenne de 1 361 W/m2. Cette puissance est reçue par une unité de surface qui serait perpendiculaire aux rayonnements juste au-dessus de l'atmosphère terrestre.
L'énergie totale interceptée par la Terre est celle qui manque dans l'ombre de la Terre. Cette ombre est équivalente à celle d'un disque apparent (plat) d'une surface S égale à π × R2 avec R = 6 368 km, soit S = 127 400 000 km2 = 1,274 × 1014 m2.
La puissance totale reçue par la Terre se calcule par le produit de la puissance moyenne irradiée par la surface totale calculée :

P = 1 361 W/m2 × 1,274 × 1014 m2 = 1,734 × 1017 watts = 173 pétawatts (1015 W).
La puissance moyenne au sol vaut donc 1 361 W/m2 / 4 (voir la surface d'une sphère), soit 340 W/m2.
L'énergie totale reçue pendant un an vaut :

E = 365,25 × 24 × 3 600 × 1,73 × 1017 joules = 5,47 × 1024 J = 5,47 yottajoules.
Cependant, une part de l'énergie est réfléchie par le système Terre-atmosphère et finalement seuls 70 % environ de l'énergie sont absorbés par la Terre, soit, pendant un an :

Ea = 0,7 × 5,47 × 1024 J = 3,83 × 1024 J = 3,83 yottajoules.

Ea = 1,06 × 1021 Wh = 1 060 milliards de gigawatts-heures.

Ea = 92 × 1012 tep (tonne d'équivalent pétrole) = 92 000 gigatep.
Pour comparaison, la consommation énergétique mondiale est de 418 EJ en 2019, soit 1/9 000 de l'énergie solaire absorbée en un an, équivalent à l'énergie absorbée par la Terre en 35 minutes.

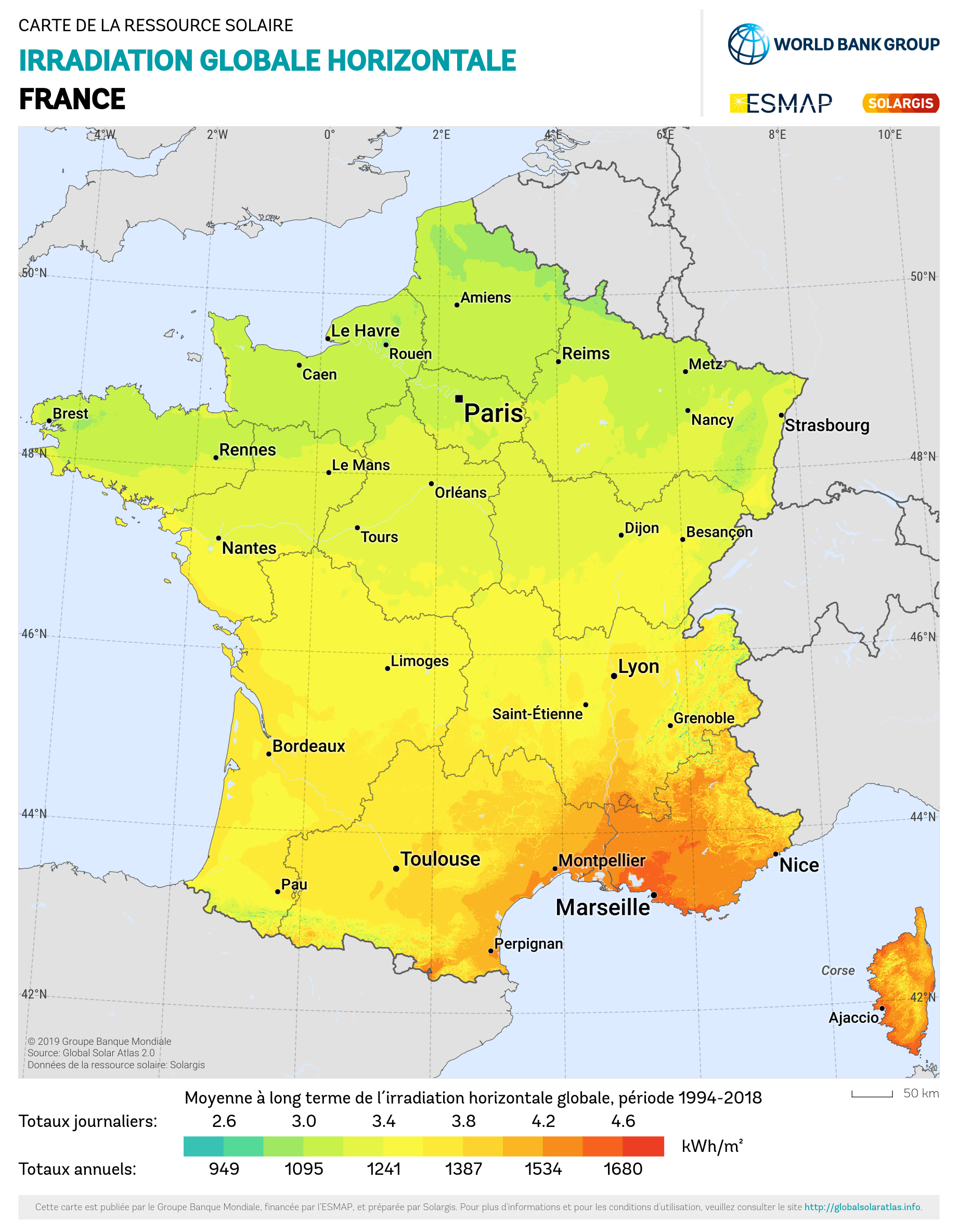
Carte du rayonnement solaire en France.